# Empoascanara wasata
Empoascanara wasata är en insektsart som beskrevs av Irena Dworakowska 1978. Empoascanara wasata ingår i släktet Empoascanara och familjen dvärgstritar. Inga underarter finns listade i Catalogue of Life.